# Челюсткин, Николай Васильевич
Николай Васильевич Челюсткин — советский военный и государственный деятель, полковник.

## Биография
Родился в 1896 году в Санкт-Петербурге. По отцовской линии восходит к первопроходцу Семёну Челюскину, по материнской — к архитектору Александру Пелю.
Окончил курсы Виленского военного училища, курсы усовершенствования командного состава «Выстрел».
Участник Первой мировой войны: начальник команды разведчиков, командир роты, поручик лейб-гвардии 3-го стрелкового полка.
Участник Гражданской и советско-финской войны, начальник штаба 19-го стрелкового корпуса.
В 1940—1941 годах — военный комендант Кексгольма
Участник Великой Отечественной войны: начальник штаба 142-й Краснознамённой стрелковой дивизии, начальник штаба 343-й стрелковой Кингисеппской дивизии, начальник 43-го стрелкового корпуса
В 1945—1947 — военный комендант Львова.
Умер до 1985 года.

## Награды
- Орден Ленина (17.05.1951)
- Орден Красного Знамени (11.08.1943, 06.11.1945)
- Орден Кутузова II степени (06.04.1945)
- Орден Отечественной войны I степени (30.07.1944)
- Орден Красной Звезды (21.03.1940, 03.11.1944)
- Орден Virtuti Militari 5 степени